# Wies (Waldbröl)
Wies ist eine Ortschaft in der Stadt Waldbröl im Oberbergischen Kreis im südlichen Nordrhein-Westfalen (Deutschland) innerhalb des Regierungsbezirks Köln.

## Lage und Beschreibung
Der Ort liegt ca. 5,4 km südlich vom Stadtzentrum entfernt.

## Geschichte

### Erstnennung
1571 wurde der Ort das erste Mal urkundlich erwähnt und zwar „In den Futterhaferzetteln sind für Kräwinckell drei bergische Haushaltungen genannt. (In der Arnold Mercator Karte von 1575 heißt der Ort Mittel Craenwinckell.) Die Bezeichnung Wies wurde erst im 17. Jahrhundert gebräuchlich.“
Schreibweise der Erstnennung: (Mittel-) Kräwinckell

## Freizeit

### Wander- und Radwege
Der Wanderweg A3 führt durch Wies, von Spukenbach kommend.

## Bus- und Bahnverbindungen

### Linienbus
Haltestelle: Wies
- 343 Waldbröl, Windeck-Rosbach (OVAG)